# 維誠
維誠（英語：VeriGuide）是一個檢測文字相似性的電腦系統，由香港中文大學工程學院計算機科學與工程學系研發，旨在提高和維持學術機構（如：大學、大專院校）的學術誠信水平
。透過其網站，系統提供管理和遞交學術著作（即學生功課）的平台，亦提供分析文本可讀性和建立功課資料庫的工具。
至2009年12月，維誠系統支援上載的文件，有Microsoft Office文件（只限Word、Excel和PowerPoint文件，並支援至2007版本的檔案，即DOCX、XLSX及PPTX）、OpenOffice文件、PDF、網頁檔（HTML）、純文字檔（TXT），或包含這些類型檔案的ZIP壓縮檔。每個單獨上載的文件，檔案大小可達20MB。
維誠系統前稱CUPIDE（英文全寫：The Chinese University Plagiarism IDentification Engine），中文名稱剽檢通，於2009年初轉用現時名稱。

## 系統特點
根據維誠網站，此系統有三大特性。

### 原創性
維誠利用其文字相似性檢測功能，致力提高和維護學術誠信。維誠是世界上首個同時支援英文及中文的相似性檢測系統。該系統支援廣泛的文件格式，並將已提交的文件，與同學、師兄師姐的功課、互聯網和其他數據庫進行對比。最後，該系統將會產生詳盡的原創性報告以供老師及學生檢閱。

### 可讀性
系統的可讀性分析工具，協助教育家不斷評估學生寫作能力。而且該系統的段落可讀性分析工具，會顯示出異常的可讀性等級，可以幫助教師識別涉嫌抄襲的文件。

### 存取性
維誠亦會幫助教育家及學生建立功課數據庫。該系統同時支援功課收集系統，為各機構提供了綜合教育服務。

## 應用
維誠於2008年起，於中文大學的各個本科推行。目前，香港公開大學、北京大學及香港職業訓練局等，也在試用系統
。國際學術會議如ICONIP2009也有使用維誠來檢查學術論文
。
除研發者中文大學提倡使用外，香港津貼中學議會部分會員建議考評局使用維誠檢測校本評估習作的抄襲情況。該議會所有會員都是香港各所津貼中學的校長。
然而，除香港中文大學自身外，多個試用用戶如北京大學、香港職業訓練局及香港大學專業進修學院等多已轉用Turnitin或其他同類軟件。

### 內部推行
2008年，維誠前身CUPIDE在中文大學的所有本科強制推行，全部同學適用，每份功課完成後，均須先上載至系統作檢測，等候系統發出收條。同學要核實收條上有關該份功課及個人身份的資料，並必須接納所述條款，然後簽署作實。該校的學術誠信政策，明文規定整份功課的印刷本必須與上載至系統作檢測的版本相同，以及附有簽妥的收條，才可呈交。不過，推行剽檢系統受校內部分聲音強烈反對。當年《中大學生報》認為，維誠是對同學著作的嚴密監控，而且系統缺陷眾多，如相對於其他同類軟件如Turnitin，維誠不懂分辨已有標明註腳的內容而繼續顯示抄襲、當用於數理計算等科目功課幾乎必定相同的步驟也會被評為抄襲更被認為多此一舉。雖然有反對聲音，但由於大學政策規定每份功課必須通過檢測方可呈交，而且規定教授及評分員只可以批改已經系統檢測的功課，所以絕大部分同學遵從政策所述，使用剽檢系統交功課。

## 獎項
維誠引入繁簡體字轉換技術，是首個兼容中文的剽竊檢測系統，在第九屆全國「挑戰杯」中獲得第三等獎。該報道指「挑戰杯」被譽為中國大學生學術科技的奧林匹克，每兩年舉辦一次。

## 外部連結
- 維誠網站 （页面存档备份，存于）